# 喬治·胡特

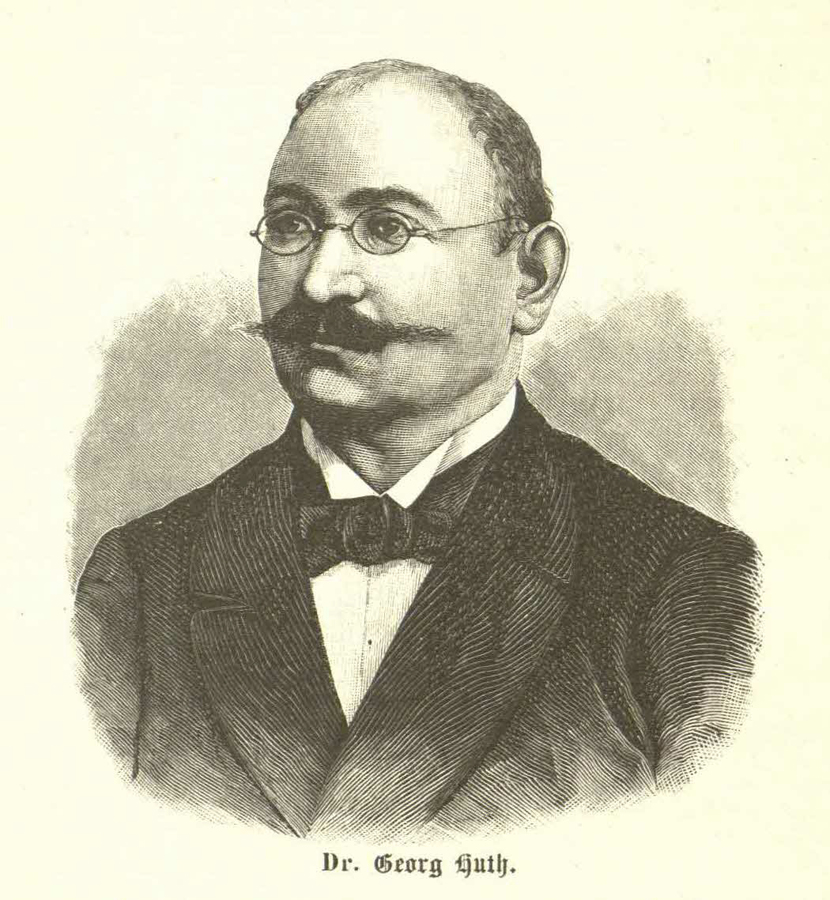
喬治·胡特

喬治·胡特（德語:Georg Huth)(1867年2月25日 - 1906年6月1日）一位德國的東方學者（Orientalist）和探險家。

## 生平
胡特生於克羅托申。1885年，他進入了柏林洪堡大學，並在1889年於萊比錫大學完成了學業。1891年他在柏林洪堡大學被公認為中亞語言與佛教的講師。1897年，他在俄羅斯科學院的資助下，被派到西伯利亞學習有關滿族的知識。1902年，他隨著德國吐魯番探险队西行至土耳其，並在隨後的幾年裡在土耳其東部學習土耳其語和民俗學。